# Ludwig Hohl
Pour les articles homonymes, voir Hohl.
Ludwig Hohl (né le 9 avril 1904 à Netstal ; mort le 3 novembre 1980 à Genève) est un écrivain et un penseur suisse de langue allemande.

## Parcours
Écrivain rare et exigeant, il n'a publié que peu de livres. Il s'agit essentiellement de Nuancen und Details (Nuances et Détails), Die Notizen (Notes) et Daß fast alles anders ist (Tous les hommes presque toujours s'imaginent) des recueils de chroniques assez brèves.
En réalité il s'agit bien plutôt de notes prises au jour le jour, d'aphorismes, de petits poèmes en prose, de rêves transcrits et commentés, ainsi que d'essais, notamment sur la littérature et les auteurs qui lui tiennent à cœur.
Notes, un texte écrit entre 1934 et 1936 (mais publié en 1944) peut être considéré comme son livre majeur.
Ascension (1975), bref mais magnifique roman de montagne à la maturation extrêmement lente (plus de 40 ans), est le récit d'une dernière course. Mais en réalité, il propose une méditation sur le sens de la vie, sur le destin. L'ouvrage a fait l'objet d'une recension par Richard Millet dans la Quinzaine littéraire du 16 octobre 1980.
Bien que de nombreux écrivains comme Max Frisch, Friedrich Dürrenmatt, Adolf Muschg ou Peter Handke aient pu lui rendre hommage, Ludwig Hohl fut marginal dans le monde littéraire helvétique. Mais son statut a changé. Son fonds d'archives se trouve aux Archives littéraires suisses à Berne.

## Œuvres en français

### Contes, récits
- Chemin de Nuit (Nächtlicher Weg), contes, traduit par Philippe Jaccottet, 1979 ; réédition L'Âge d'Homme
- Ascension (Bergfahrt), récit, traduit par Luc de Goustine, Gallimard, collection Du monde entier, 1980 ; réédition éditions Attila, 2007
- Impressions, récits extraits de Und eine neue Erde, traduit et présenté par Antonin Moeri, Le Passeur, 1996
- Et une nouvelle terre..., récit extrait de Und eine neue Erde, traduit par Antonin Moeri, postface de Wilfred Schiltknecht, Zoé, collection MiniZoé, n°22, 1996

### Autres
- Tous les hommes presque toujours s'imaginent (Dass fast alles anders ist), traduit par Walter Weideli, Éditions de l'Aire, collection Lettres universelles, 1981
- Nuances et Détails (Nuancen und Details), traduit par Étienne Barilier, Éditions de l'Aire, collection Lettres universelles, 1984
- Notes ou De la réconciliation non-prématurée (Die Notizen oder Von der unvoreiligen Versöhnung), traduit par Étienne Barilier, L'Âge d'Homme, collection Bibliothèque l’Âge d’homme, 1989[3]
- Journal d'adolescent, traduit par Antonin Moeri, Zoé, 1992
- Paris 1926, éditions Attila, 2012.

### Choix de textes
- Le Petit cheval, choix de textes, traduit par Antonin Moeri, Zoé